# Addy Engels
Addy Engels (Zwartemeer, 16 de junio de 1977) es un ciclista neerlandés que fue profesional entre 2000 y 2011.

## Biografía
Campeón de los Países Bajos sub-23 en 1998, Addy Engels se convirtió en profesional en el 2000 con en el equipo Rabobank. Su hermano Allard fue un buen ciclista amateur en la década de 1990 ya que ganó dos veces el Tour de Drenthe y etapas en el Tour de Olympia y de la OZ Wielerweekend.
Prometedor ciclista en su infancia, terminó 24º del Giro de Italia 2002. Sin embargo, no termina de destacar, y es a menudo relegado al papel de gregario, tanto en el Bankgiroloterij como en el Quick Step. No ha ganado ningún evento, pero participó en trece grandes vueltas, las cuales las pudo concluir, y se estuvo cerca de la victoria de etapa en el Giro de Italia 2006, donde quedó segundo en la etapa al no poder alcanzar a Joan Horrach y ganando el sprint del grupo perseguidor en el que iba.
En 2011 puso fin a su carrera como ciclista. Gracias a su experiencia dentro del pelotón se convirtió en director deportivo para fichar por el equipo neerlandés Argos-Shimano en 2012.

## Palmarés
No logró ninguna victoria como profesional

## Resultados en Grandes Vueltas y Campeonatos del Mundo
| Carrera         | Carrera         | 2000 | 2001 | 2002 | 2003  | 2004 | 2005 | 2006  | 2007 | 2008  | 2009  | 2010  | 2011  |
| --------------- | --------------- | ---- | ---- | ---- | ----- | ---- | ---- | ----- | ---- | ----- | ----- | ----- | ----- |
|                 | Giro de Italia  | 80.º | —    | 24.º | —     | —    | 69.º | 84.º  | 81.º | 105.º | 112.º | 126.º | 110.º |
|                 | Tour de Francia | —    | —    | 94.º | —     | —    | —    | —     | —    | —     | —     | —     | 146.º |
|                 | Vuelta a España | —    | 84.º | —    | 114.º | —    | —    | 124.º | 83.º | —     | —     | —     | —     |
| Mundial en Ruta | Mundial en Ruta | Ab.  | —    | —    | —     | —    | —    | —     | —    | —     | —     | —     | —     |

—: no participa
Ab.: abandono